# Shanika Minor
Shanika Minor, född 29 november 1991 i Mississippi, USA är en amerikansk kvinna dömd för mord.
Tidigt på morgonen den 6 mars 2016 sköt Shanika Minor en annan kvinna, Tamecca Perry, till döds i Milwaukee, Wisconsin. Motivet ska enligt polisen vara ett gräl om högljudd musik. Perry var gravid och hennes ofödda barn avled också. Minor flydde från platsen, och den 28 juni 2016 efterlystes hon av FBI som placerade henne på sin FBI Ten Most Wanted Fugitives-lista. Hon var då den 509 personen, och den tionde kvinnan på listan sedan den började användas 1950.
En belöning på upp till 100 000 dollar utfästes för tips som ledde till Minors gripande, och efter tre dagar som efterlyst greps Minor den 1 juli 2016 i Fayetteville, North Carolina. Den 24 augusti 2016 dömdes hon till 30 års fängelse vardera för morden på Perry och hennes ofödda barn. Straffen avtjänas parallellt.